# Jenny Shipley
Jennifer Mary Shipley (Gore, 4 de febrero de 1952) es una política neozelandesa que fue primera ministra de Nueva Zelanda desde diciembre de 1997 hasta diciembre de 1999. Fue la primera mujer en ejercer este cargo.

## Biografía
Jenny Shipley nació en el pueblo sureño de Gore en la Isla Sur. En 1971 se graduó como profesora de enseñanza básica y trabajó en escuelas primarias hasta el año 1976.
Shipley se militó en el Partido Nacional, un partido de centro-derecha, y posteriormente fue elegida como miembro del parlamento en las elecciones nacionales de 1987. Cuando el Partido Nacional ganó la elección de 1990, Shipley asumió el cargo de Ministra de Trabajo Social.
Frustrada con el progreso cautativo de reforma del actual primer ministro Jim Bolger, Shipley instigó una insurrección contra Bolger mientras él estaba fuera del país. En el 8 de diciembre de 1997, ella asumió liderazgo del Partido Nacional, y entonces asumió el rol de primera ministra de Nueva Zelanda.
En materia económica, promete "bajar los impuestos y poner a los beneficiarios de la asistencia social a trabajar".
En las elecciones nacionales de 1999, su partido fue derrotado y el Partido Laborista de Nueva Zelanda asumió poder bajo el liderazgo de Helen Clark.
A continuación, se apartó de la política para seguir una carrera empresarial. En 2007 se incorporó a la empresa de servicios financieros Source Sentinel, y en 2009 fue nombrada presidenta del consejo de administración de Genesis Energy Limited. En 2012, se convirtió en miembro del consejo de administración de la sucursal neozelandesa del China Construction Bank. Dimitió en diciembre de 2012 del consejo de administración de Mainzeal Property & Construction (MPCL); la empresa entró en suspensión de pagos el 6 de febrero de 2013. En mayo de 2015, el administrador judicial de Mainzeal presentó una denuncia contra los antiguos directivos de la empresa, entre ellos Shipley. En febrero de 2019, el Tribunal Superior de Nueva Zelanda determinó que los directores de Mainzeal habían incurrido en comercio imprudente y evaluó su responsabilidad en 36 millones de dólares neozelandeses